# Stefania Brandt
Stefania Brandt (ur. 10 kwietnia 1911 w Warszawie, zm. 1980 tamże) – polska artystka malarka i graficzka.
W 1931 rozpoczęła czteroletnie studia w Miejskiej Szkole Sztuk Zdobniczych i Malarstwa w Warszawie, a następnie wstąpiła do Akademii Sztuk Pięknych. Posługiwała się klasycznym malarstwem sztalugowym stosując akwarele, pastele i farbę olejną. Tworzyła grafikę warsztatową oraz na potrzeby wydawnicze. Od 1946 brała udział w licznych wystawach w kraju i zagranicą. Była niezwykle płodną artystką, do najczęstszych motywów jej obrazów należą kwiaty, martwa natura, pejzaże, portrety oraz kompozycje figuralne. Jej prace znajdują się m.in. w Muzeum Wojska Polskiego w Warszawie oraz w licznych galeriach prywatnych. Pochowana na cmentarzu Bródnowskim w Warszawie (kw. 19C-6-18).

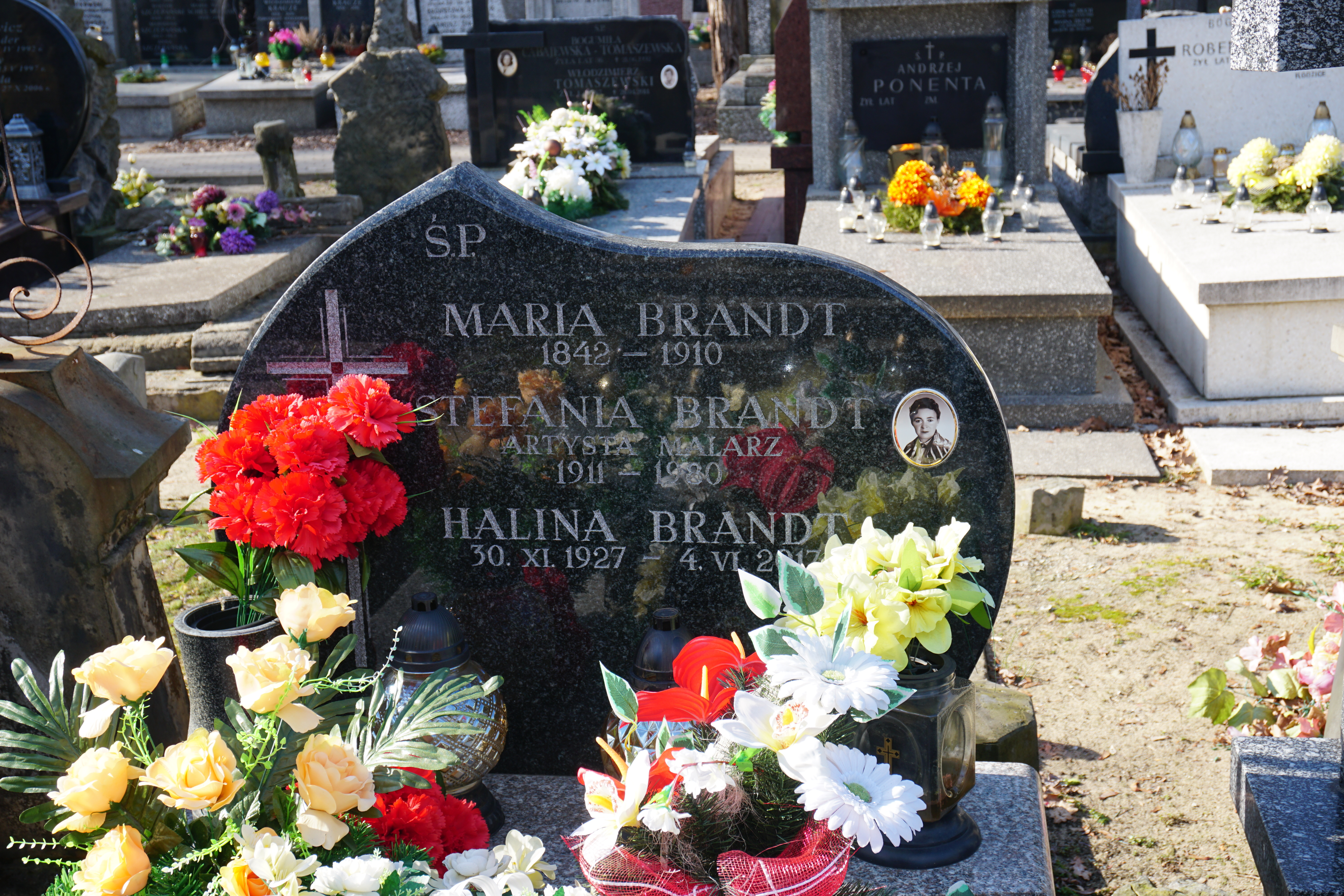
Grób Stefanii Brandt na cmentarzu Bródnowskim w Warszawie